# Мармет (Західна Вірджинія)
Мармет (англ. Marmet) — місто (англ. city) в США, в окрузі Кенова штату Західна Вірджинія. Населення — 1504 особи (2020).

## Географія
Мармет розташований за координатами 38°14′45″ пн. ш. 81°34′31″ зх. д. / 38.24583° пн. ш. 81.57528° зх. д. (38.245707, -81.575403).  За даними Бюро перепису населення США в 2010 році місто мало площу 3,65 км², з яких 3,30 км² — суходіл та 0,35 км² — водойми.

## Демографія
Згідно з переписом 2010 року, у місті мешкали 1503 особи в 616 домогосподарствах у складі 397 родин. Густота населення становила 412 особи/км².  Було 700 помешкань (192/км²).
Расовий склад населення:
| - 96,5 % — білих - 1,6 % — чорних або афроамериканців - 0,2 % — корінних американців - 0,2 % — азіатів |

До двох чи більше рас належало 1,5 %. Частка іспаномовних становила 0,3 % від усіх жителів.
За віковим діапазоном населення розподілялося таким чином: 18,5 % — особи молодші 18 років, 58,4 % — особи у віці 18—64 років, 23,1 % — особи у віці 65 років та старші. Медіана віку мешканця становила 46,2 року. На 100 осіб жіночої статі у місті припадало 77,0 чоловіків;  на 100 жінок у віці від 18 років та старших — 76,0 чоловіків також старших 18 років.
Середній дохід на одне домашнє господарство  становив 51 685 доларів США (медіана — 36 382), а середній дохід на одну сім'ю — 59 131 долар (медіана — 51 250). Медіана доходів становила 37 188 доларів для чоловіків та 28 478 доларів для жінок. За межею бідності перебувало 21,8 % осіб, у тому числі 38,3 % дітей у віці до 18 років та 4,2 % осіб у віці 65 років та старших.
Цивільне працевлаштоване населення становило 677 осіб. Основні галузі зайнятості: освіта, охорона здоров'я та соціальна допомога — 35,5 %, роздрібна торгівля — 13,0 %, мистецтво, розваги та відпочинок — 9,5 %, фінанси, страхування та нерухомість — 7,1 %.